# Willem Mengelberg (glazenier)
Wilhelmus Maria Martinus (Willem) Mengelberg (Rijsenburg, 15 januari 1897 - Zeist, 27 juli 1969) was een Nederlandse glazenier.

## Leven en werk
Mengelberg was een zoon van Otto Mengelberg, die ook glazenier was, en op zijn beurt een zoon van Friedrich Wilhelm Mengelberg, die een groot atelier voor religieuze kunst had. Willems moeder was Catharina Hubertina Maria Elisabeth Schnaas. Hij leerde de beginselen van het vak van zijn vader en studeerde 1911-1912 aan de Amsterdamse Rijksschool voor Kunstnijverheid. Hij was lid van de Algemene Katholieke Kunstenaarsvereniging.
In 1921 ging hij een vennootschap aan met zijn vader. Hij zette het Atelier Mengelberg na de dood van zijn vader voort tot het in 1965 werd opgeheven. Mengelberg overleed vier jaar later.

## Werken in glas in lood (selectie)
- 1930 Bonifatius, Christoforuskerk, Schagen
- 1930 Het Mirakel van Amsterdam, Christoforuskerk, Schagen
- 1938 KRO-studio, Hilversum
- 1934-1941 Sint-Victorkerk Batenburg[3]
- 1941 Franciscusgasthuis, Rotterdam
- 1942 Schellens, Eindhoven
- 1937 Villa Jongerius, Utrecht
- 1938 Lidwiena van Schiedam, Christoforuskerk, Schagen
- 1951 Jubileumraam Balatum, Huizen
- 1955 Geertrudis van Nijvel, Christoforuskerk, Schagen